# Johann Christoph Brockes
Johann Christoph Brockes (* 1737; † 1804 in der Uckermark) war ein preußischer Glasschleifermeister. Seine Erzeugnisse wurden an den Kronleuchtern fast aller friderizianischen Schlösser eingesetzt.

## Leben
Johann Christoph Brockes war der Sohn eines Crystallin-Machers, der in einer Glashütte bei Potsdam tätig war. Mit 22 Jahren erwarb Brockes seinen Meisterbrief. Er belieferte den Hof König Friedrichs II. mit Kronleuchterbehang und kompletten Lüstern und erhielt 1760 auf Antrag das königliche Privileg für den Handel mit Glaserzeugnissen. 1770 kaufte er ein Grundstück am Potsdamer Stadtkanal und ließ dort 1776 das Brockessche Haus errichten. 1773 pachtete Brockes die Glashütte in Annenwalde und erwarb sie im Jahr 1776. Nun konnte er den Hof auch mit eigenen Glaserzeugnissen beliefern. Nach dem Tod Friedrichs II. im Jahr 1786 protestierten andere Glasschleifer gegen Brockes’ Handelsprivileg. Brockes’ Bruder, der Amtschirurg Rudolph Brockes, setzte sich bei König Friedrich Wilhelm II. für eine Verlängerung ein. Brockes wurde bei Annenwalde bestattet.

## Werk
Für Glasschleifer war es nicht üblich, ihre Produkte zu signieren, da sie als Handwerker und nicht als Künstler galten. Daher ist es nicht möglich, der Werkstatt Brockes’ erhaltene Kronleuchter zuzuordnen. Neben friderizianischen Schlössern wie Sanssouci stattete er vermutlich etliche Bürgerhäuser in Potsdam aus.